# Foa
Foa é uma das ilhas que compoem Ha'apai, uma das divisões de Tonga.